# 콕
콕은 액체나 기체의 흐름을 통제하기 위해 사용되는 마개의 일종이다. 이 용어는 정확한 정의가 없으며 여러 종류의 밸브에 적용된다. 완전히 폐쇄될 때 밸브가 흐름을 완전히 중단시키도록 디자인되었다는 점이 논란이 없는 유일한 특성이다.

## 갤러리

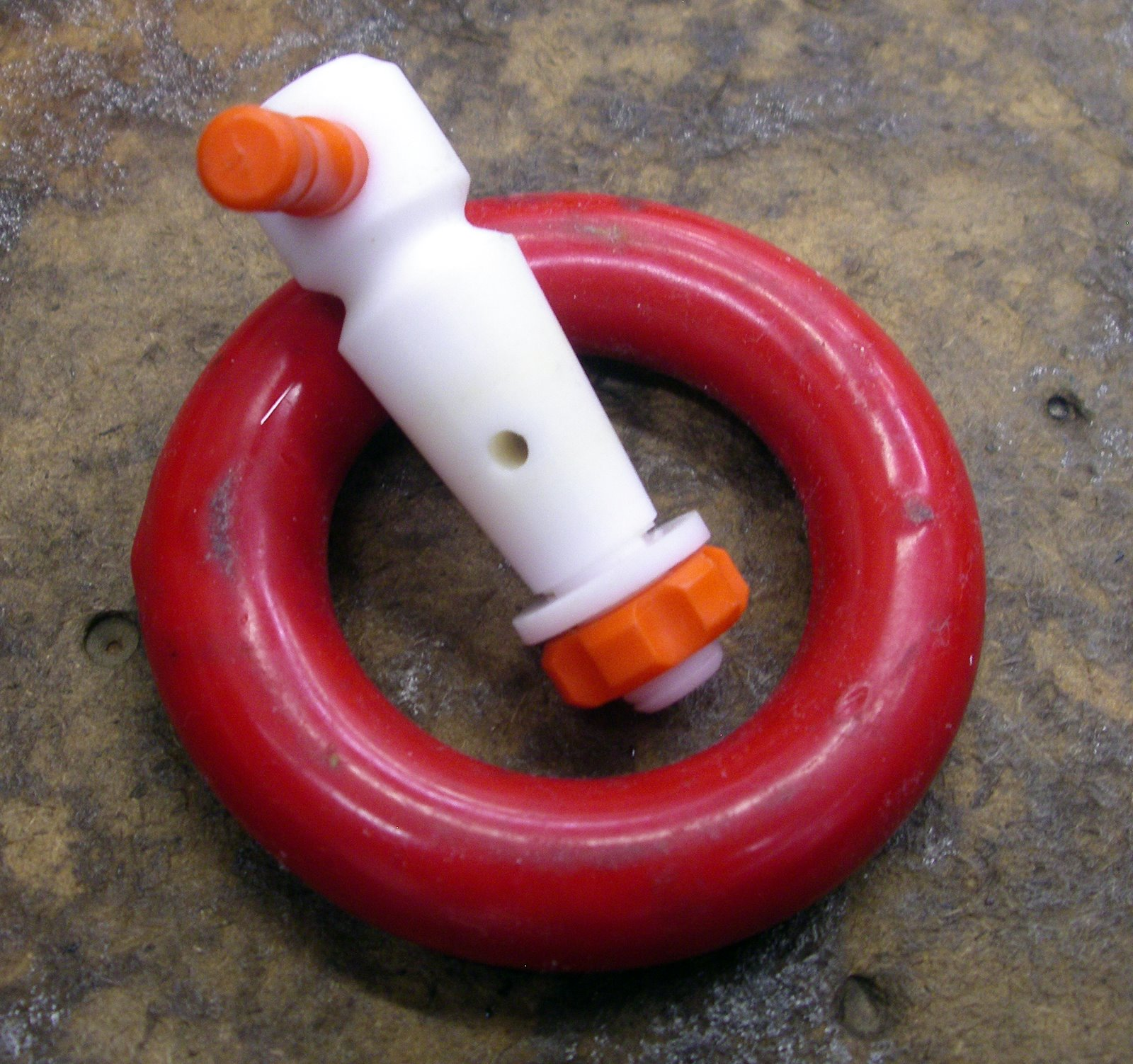
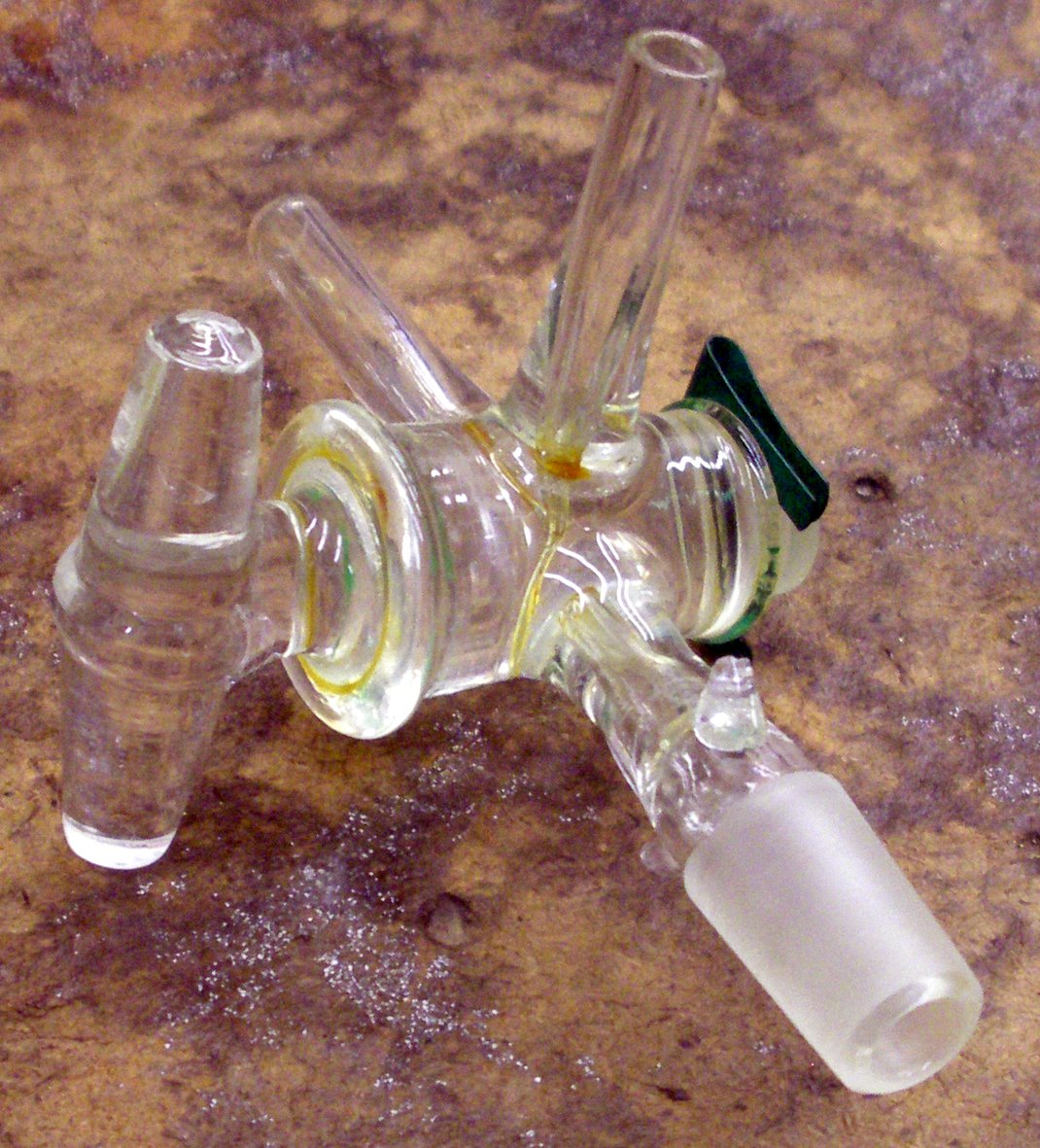
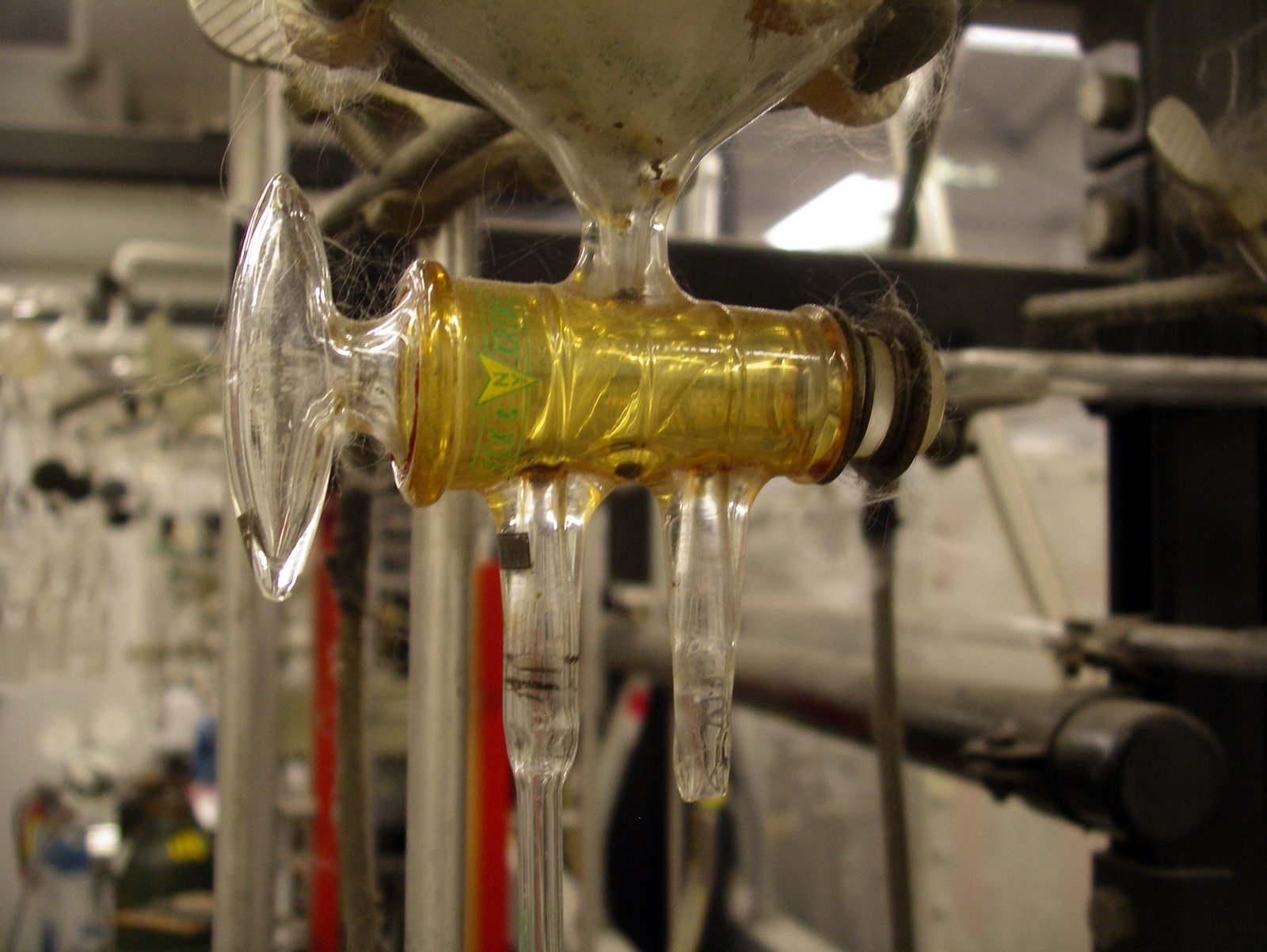
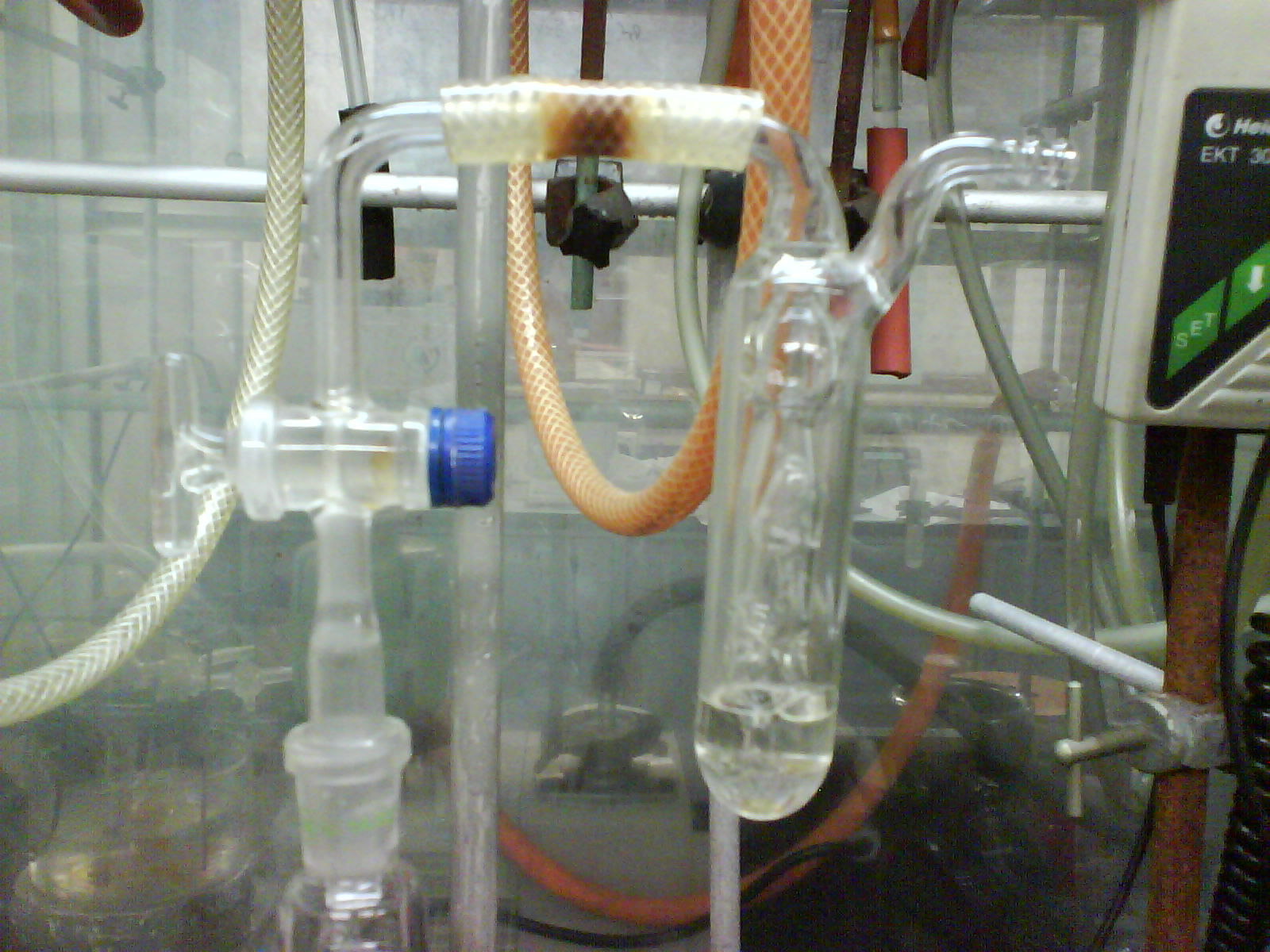
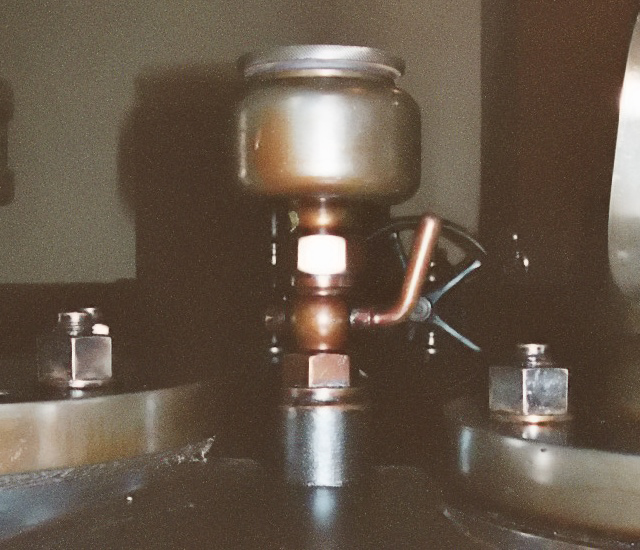
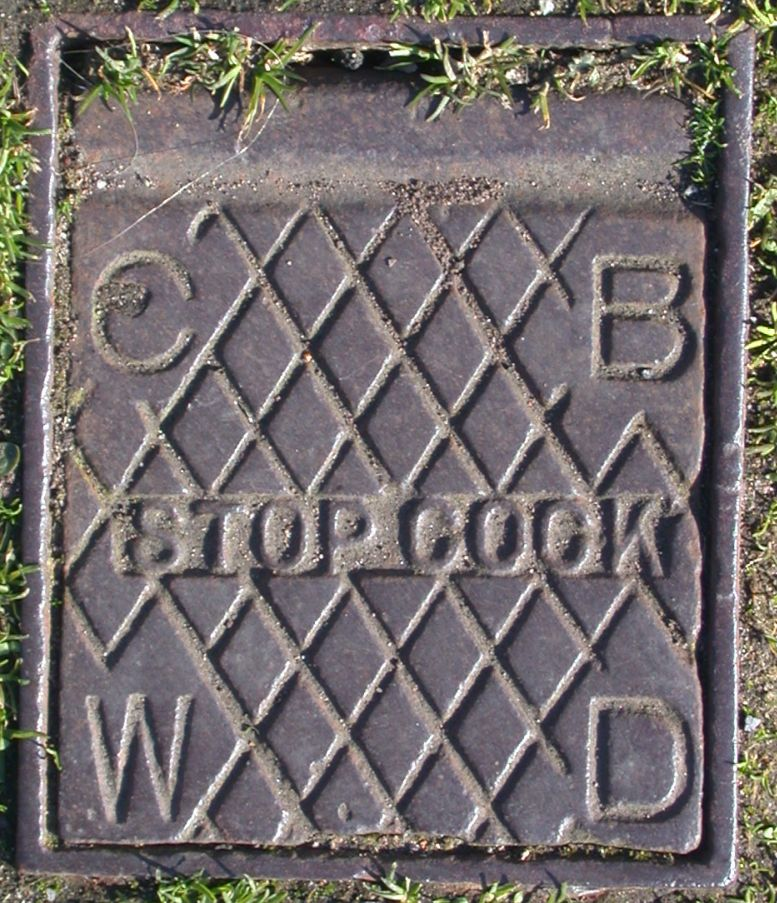